# Durban-sur-Arize
Durban-sur-Arize – miejscowość i gmina we Francji, w regionie Oksytania, w departamencie Ariège.
Według danych na rok 2010 gminę zamieszkiwało 168 osób, a gęstość zaludnienia wynosiła 24 osób/km².